# Sirio Corona
Sirio Corona (Sora, 25 maggio 1974 – Roma, 27 novembre 2001) è stato un vigile del fuoco italiano, insignito di medaglia d'oro al valor civile alla memoria.

## Biografia
Proveniente da una famiglia di Broccostella, conseguì il diploma di Ragioniere e Perito Commerciale presso l'Istituto d'Istruzione Superiore "Cesare Baronio" di Sora. Ha svolto il servizio militare nel Corpo dei Vigili del Fuoco. Alla fine del periodo di leva, decise di rimanere in servizio nel Corpo come "Vigile Permanente". 
Egli faceva parte della Squadra "6A" del Distaccamento Nomentano di Roma. Il 27 novembre 2001, la Squadra fu inviata in via Ventotene a seguito di una segnalazione di fuga di gas. Mentre il personale giunto sul posto stava provvedendo ad allontanare le persone presenti nella zona, vi fu una forte esplosione in conseguenza della fuga di gas che causò la morte di quattro cittadini, del Capo Squadra Danilo Di Veglia e dei vigili del fuoco Sirio Corona, Fabio Di Lorenzo e il ferimento mortale di Alessandro Manuelli, deceduto il 2 dicembre successivo presso l'Ospedale "Sandro Pertini" di Roma.
L'evento è ricordato come la strage di via Ventonene.

## Riconoscimenti
Alla memoria di Sirio Corona, in data 5 febbraio 2002, è stata conferita la Medaglia d'Oro al Valor Civile, uno dei riconoscimenti più importanti attribuiti agli appartenenti al Corpo.
A Roma, in memoria dell'evento, è stato eretto un monumento in un parco limitrofo. Nel corso del 2017, si è tenuta una cerimonia di deposizione di corona in ricordo.
Il 15 settembre 2013, il Comune di Broccostella, ha intitolato una strada a Sirio Corona
Il 27 novembre 2013, il Comune di Sora gli ha intitolato una strada.
Il Corpo nazionale dei vigili del fuoco gli ha intitolato il Gruppo Sportivo Vigili del fuoco di Frosinone.
Dal 10 al 13 giugno 2014, a Fiuggi (FR) si è tenuto il 12º Campionato Italiano Vigili del Fuoco di Calcio a 5 intitolato alla memoria del caduto.
Il 15 marzo 2017, i suoi compagni di classe si sono riuniti nel ricordo di Sirio Corona, dopo aver deposto un mazzo di fiori sulla sua tomba.
Walter Veltroni ricorda e descrive la vicenda nel suo volume "Roma. Storie per ritrovare la mia città".